# 996

## Починали
- 24 октомври – Хуго Капет, крал на Франция